# Koningsfianchetto
Het koningsfianchetto of koningspionfianchetto is bij een schaakpartij de opening die begint met de zetten
1.e4 (of d4) g6
2 d4 (of e4) Lg7 (zie diagram)
Karl Robatsch heeft ze samen met Aleksandr Kotov geanalyseerd. Via verwisseling van zetten kan het fianchetto overgaan in de Pircverdediging.
Afhankelijk van wits zetvolgorde is de partij ingedeeld bij de halfopen spelen of bij de halfgesloten spelen. De opening valt onder ECO-code B06. De zwartspeler laat het centrum aan de witspeler over en valt dit via de koningsvleugel aan. Het is een betrekkelijk rustige opening.
| Koningsfianchetto | 1.e4 g6 2.d4 Lg7 (diagram)                |
| Gurgenidze        | 1.e4 g6 2.d4 Lg7 3.Pc3 c6 4.f4 d5 5.e5 h5 |
| Oostenrijks       | 1.e4 g6 2.d4 Lg7 3.Pc3 d6 4.f4            |
| Mongredien        | 1.e4 g6 2.d4 Lg7 3.Pf3 b6                 |
| Suttles           | 1.e4 g6 2.d4 Lg7 3.Pf3 d6 4.Pc3           |